# Bęben linowy

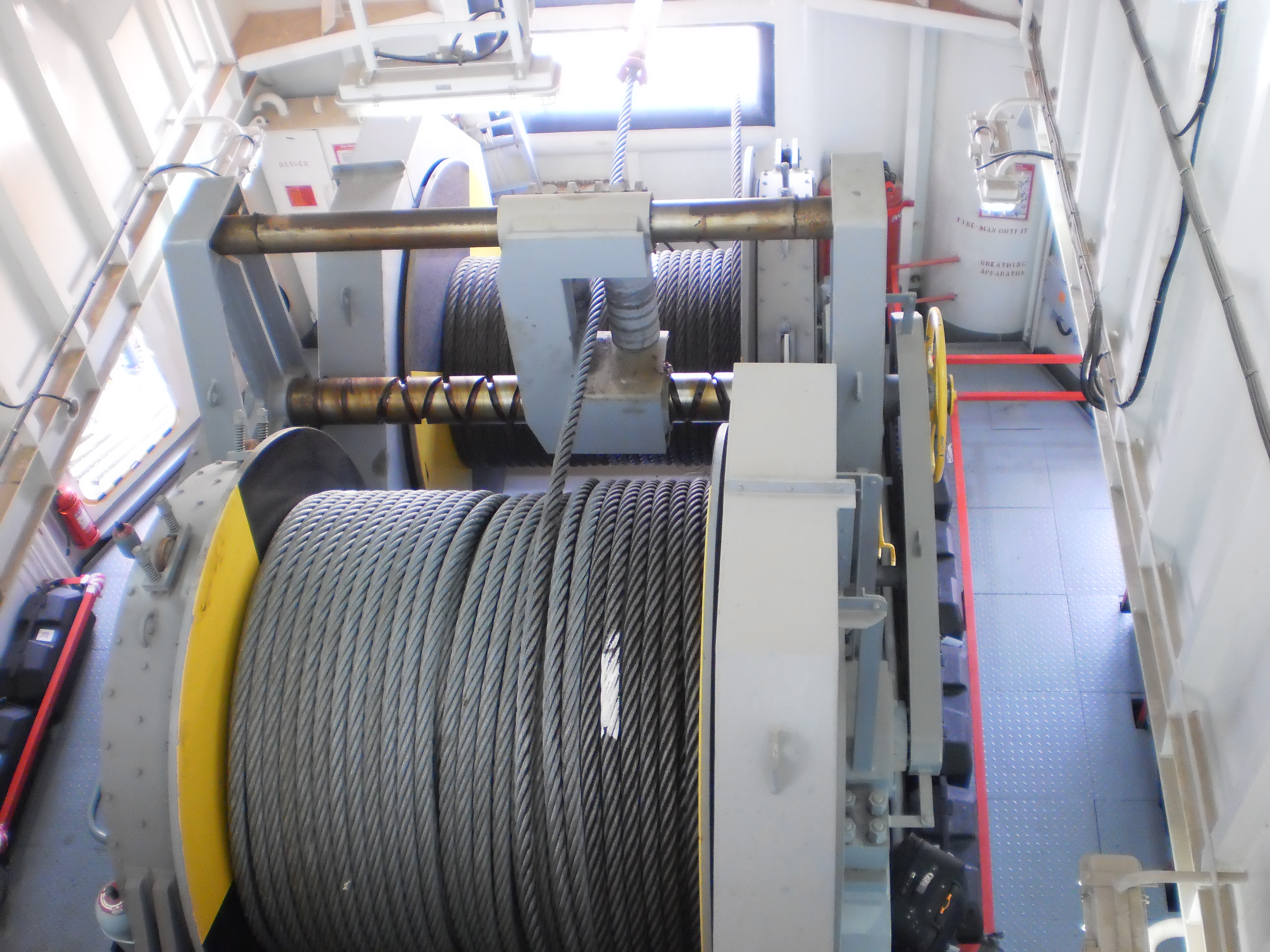
Bęben zawierający linę holowniczą na holowniku AHTS

Bęben linowy – obracający się walec, na który nawijana jest lina. Jest on wykorzystywany m.in.: w urządzeniach transportowych. 